# Hjælp! Jeg er en fisk
Hjælp! Jeg er en fisk (¡Mamá! soy un pez en Hispanoamérica y ¡Socorro! Soy un pez en España) es un largometraje de animación danés-alemán-irlandés producido en 2000. Dirigido por Stefan Fjeldmark, Michael Hegner y Greg Manwaring, el guion fue escrito por Stefan Fjeldmark en colaboración de Karsten Kiilerich y Tracy Brown (siendo esta última la responsable de los diálogos).

## Argumento
La historia empieza cuando los padres de Fly y Stella salen a cenar y dejan a Fly, su hermanita Stella y su primo Chuck a cargo de su tía Ana. Aprovechando que su tía se queda dormida, Fly junto con Stella y Chuck quien acepta ir a la playa debido a que Fly lo amenazaba con romper los datos de su ordenador salen a pescar y descubren la casa de la playa del profesor Mac Krell, un excéntrico biólogo marino que ha inventado una poción que puede convertir a los humanos en peces y su correspondiente antídoto. La situación parecía estar bien con los niños hasta que Stella bebe la poción de pez y se transforma en una estrella de mar que es tirada desde la ventana al mar por Fly sin saber que era su hermanita hasta que Chuck por medio de una cámara de grabación vio la escena cuando Stella bebió la poción y se transformó. Tratan de buscarla por medio de un bote en una tormenta fuerte pero nada sirve, por lo que Fly sin más remedio bebe la poción de pez y se convierte en un pez volador californiano aun cuando el profesor le advirtió que si no bebe el antídoto en 48 horas, será un pez para siempre y cuando la tormenta empeoró Chuck cae al agua junto con el profesor y las pociones tanto la de pez como el antídoto, Chuck no sabe nadar, así que se bebe la poción y se convierte en una medusa luna mientras que el profesor queda desaparecido.
Desafurtonadamente, el antídoto desapareció y lo descubre Joe, un pez piloto que se ha vuelto inteligente y ha construido su propio imperio bajo el agua. Sus principales seguidores son un tiburón limón y un cangrejo. Fly, Stella y Chuck ayudados por un  adorable caballito de mar nombrado Sasha, intentan conseguir lo que queda del antídoto que guarda Joe pero, acabaron convirtiéndose en fugitivos . Su única solución es buscar  los ingredientes necesarios para hacer su propio antídoto. Mientras tanto, en la casa de los morritos, sus padres han vuelto de su salida con la sorpresa de la tía Ana quien había despertado con el conocimiento de que los niños ya no están, lo intentan buscar y en la ruta encuentran el laboratorio del profesor Mac Krell y el mismo profesor quien sobrevivió de la tormenta y les cuenta que sus hijos se convirtieron en peces.
Mientras tanto Fly, Chuck, Stella y Sasha logran conseguir el último ingrediente de su poción, la tinta de  pulpo, pero Joe, Tiburón, Krabben y su poderoso ejército, los encuentran, el cangrejo le arrebata el antídoto de las manos de Fly con un golpe y se lo bebió. Cuando estaban a puntos de ser exterminados los niños, afortunadamente, un huracán marino hecho por el Profesor Mac Krell con una barca con la esperanza de encontrar a los niños permite a Fly, Chuck, Stella y Sasha escaparse de Joe. Fly con un estado muy herido por culpa del cangrejo y un rato más tarde,el temporizador para estar condenados a ser peces para siempre, pierden la esperanza de volver a ser humanos, pero Chuck no se da por vencido y crea el plan de ir al laboratorio del profesor y beber el antídoto antes del atardecer. Logran llegar al laboratorio pero Joe, que los ha seguido, vuelve a robar el antídoto. Pero Fly logra engañarlo con preguntas de matemáticas como para provocar que Joe se bebiera tanto antídoto como para quedar  ahogado. Los niños se quedan con el antídoto y en el último segundo, Chuck y Stella se beben el antídoto y vuelven a ser humanos y se reencuentran con sus padres y la tía Ana con el profesor, pero había un problema, Fly quien parecía no haberse bebido el antídoto a tiempo se quedó como un pez para siempre , todos estaban tristes pero cuando la tía Ana accidentalmente pisó al pez, Fly mostró la cara como un humano de modo que sí bebió el antídoto, pero con una pierna rota.
La película termina con los niños, padres y el profesor Mac Krell, disfrutando del verano en la playa que hay cerca de la casa del profesor Mac Krell. Sasha, el caballito de mar que Stella previamente había dejado en el océano, se reencuentra con los niños y se convierte en un caballo terrestre gracias a la ayuda de Chuck y del profesor Mac Krell.

## Actores originales
| Personajes          | Reino Unido, Estados Unidos de América, Canadá y Dinamarca                                         |
| ------------------- | -------------------------------------------------------------------------------------------------- |
| Fly                 | Jeff Pace y Morgan Fane (diversos bucles)                                                          |
| Chuck               | Aaron Paul y Alessandro Juliani (diversos bucles)                                                  |
| Stella              | Michelle Westerson y Alexandra Jakobsen (diversos bucles)                                          |
| Professor Mac Krell | Terry Jones                                                                                        |
| Joe                 | Alan Rickman                                                                                       |
| Tiburón             | David Bateson                                                                                      |
| Cangrejo            | David Bateson                                                                                      |
| Bill                | John Payne                                                                                         |
| Lisa                | Teryl Rothery                                                                                      |
| Anna                | Pauline Newstone                                                                                   |
| Sasha               | Louise Fribo                                                                                       |
| Voces adicionales   | Ian James Corlett, Tabitha St. Germain, Garry Chalk, Richard Newman, Scott McNeil y Michael Dobson |

## Actores de doblaje en Dinamarca
| Personajes         | Dinamarca                                                                                             |
| ------------------ | --- |
| Svip               | Sebastian Jessen                                                                                      |
| Plum               | Morten Kerrn Nielsen                                                                                  |
| Stella             | Pil Neja                                                                                              |
| Profesor Mac Krell | Søren Sætter-Lassen                                                                                   |
| Joe                | Nis Bank-Mikkelsen                                                                                    |
| Tiburón            | Dick Kaysø                                                                                            |
| Cangrejo           | Ulf Pilgaard                                                                                          |
| Bill               | Peter Gantzler                                                                                        |
| Lisa               | Paprika Steen                                                                                         |
| Anna               | Ghita Nørby                                                                                           |
| Sasha              | Louise Fribo                                                                                          |
| Voces adicionales  | Martin Brygmann, Ghita Nørby, David Bateson, Dick Kaysø, Michael Hegner, Paprika Steen y Zlatko Buric |

| Créditos Técnicos      | Créditos Técnicos                                                   |
| ---------------------- | ------------------------------------------------------------------- |
| Estudio de doblaje     | Nordisk Films Studier y Sun Studio                                  |
| Dirección de doblaje   | Michael Hegner y Steffen Addington                                  |
| Traducción (diálogos)  | Gunhild Wernblad                                                    |
| Traducción (canciones) | Jacob Eriksen, Jesper Winge Leisner, Stephan Grabowski y Søs Fenger |
| Técnico de mezcles     | Susanne Bonfils (canciones)                                         |
| Coordinador            | Nalle Hansen                                                        |

## Actores de doblaje México
| Personajes         | Doblaje latino |
| ------------------ | --- |
| Fly                | Alfredo Leal |
| Chuck              | Luis Daniel Ramírez |
| Stella             | Alondra Hidalgo |
| Profesor Mac Krell | Jesse Conde |
| Joe                | Mario Sauret |
| Joe                | ??? (voz cantante) |
| Tiburón            | César Soto |
| Cangrejo           | Javier Rivero |
| Bill               | Salvador Delgado |
| Lisa               | Mónica Manjarrez |
| Anna               | Evelyn Solares |
| Voces adicionales  | Ricardo Mendoza, Leyla Rangel, Dulce Guerrero, Ernesto Lezama, Liliana Barba, Loretta Santini, Óscar Flores, Patricia Quintero y Rafael Rivera |

| Créditos Técnicos    | Créditos Técnicos   |
| -------------------- | ------------------- |
| Estudio de doblaje   | Prime Dubb (México) |
| Dirección de doblaje | Rafael Pacheco      |
| Traducción           | Jesús Vallejo       |
| Productor ejecutivo  | Eduardo Giaccardi   |

## Actores de doblaje España
En España se llevó a cabo un concurso televisivo llamado La Pecera, para elegir las voces de los protagonistas: Fly, Stella y Chuck. Emitiéndose en La 2 de TVE.
| Personajes                  | Castellano                                                                             | Catalán                                                                                | Euskera                | Gallego | Valenciano     |
| --------------------------- | -------------------------------------------------------------------------------------- | -------------------------------------------------------------------------------------- | ---------------------- | ------- | -------------- |
| Fly                         | Carlos Heredia                                                                         | Núria Trifol                                                                           | Álex Merino            | ¿?      | Marina Vinyals |
| Chuck                       | Borja Delgado                                                                          | Elisabeth Bargalló                                                                     | Jon Pello Artetxe      | ¿?      | ¿?             |
| Stella                      | Clara Pérez Fraga                                                                      | Isabel Valls                                                                           | Maddi Goikoetxea       | ¿?      | ¿?             |
| Profesor Mac Krell          | Jordi Estadella                                                                        | Jordi Estadella                                                                        | Martín Zabala          | ¿?      | ¿?             |
| Joe                         | Constantino Romero                                                                     | Constantino Romero                                                                     | Jose Manuel Goikoetxea | ¿?      | ¿?             |
| Tiburón                     | Alberto Trifol                                                                         | Alberto Trifol                                                                         | Josu Mitxelena         | ¿?      | ¿?             |
| Cangrejo                    | Juan Carlos Gustems                                                                    | Juan Carlos Gustems                                                                    | Iñigo Puignau          | ¿?      | ¿?             |
| Bill, padre de Fly y Stella | Oriol Rafel                                                                            | Oriol Rafel                                                                            | Felipe Barandiaran     | ¿?      | ¿?             |
| Lisa, madre de Fly y Stella | Sílvia Vilarrasa                                                                       | Sílvia Vilarrasa                                                                       | Miren Aranburu         | ¿?      | ¿?             |
| Tía Anna                    | María Del Pilar Quesada                                                                | Rosa Pastó                                                                             | Ane Aseginolaza        | ¿?      | ¿?             |
| Voces adicionales           | Ramón Canals, Antoni Forteza, Mercè Segarra Antonio Crespo, Pep Ribas y Domènec Farell | Ramón Canals, Antoni Forteza, Mercè Segarra Antonio Crespo, Pep Ribas y Domènec Farell | Pello Artetxe          | ¿?      | ¿?             |

| Créditos Técnicos    | Créditos Técnicos                 | Créditos Técnicos      | Créditos Técnicos            |
| Rol                  | Castellano                        | Catalán                | Euskera                      |
| -------------------- | --------------------------------- | ---------------------- | ---------------------------- |
| Estudio de doblaje   | Q.T. Lever (Barcelona)            | Q.T. Lever (Barcelona) | Irusoin (San Sebastián)      |
| Dirección de doblaje | Alberto Trifol y Miriam Guilimany | Mercè Segarra          | Iñigo Puignau y Itziar Gómez |
| Traducción           | Darryl Clark                      | ¿?                     | ¿?                           |
| Ajuste y adaptación  | Reyes Serrano                     | Iola Ledesma           | ¿?                           |
| Técnico de mezcles   | Joan Vidal                        | Joan Vidal             | ¿?                           |
| Supervisión          | Joe Lyons                         | Joe Lyons              | ¿?                           |
| Dirección musical    | Jordi Vila                        | Jordi Vila             | ¿?                           |

## Estrenos
| País          | Estreno                  |
| ------------- | ------------------------ |
| Dinamarca     | 6 de octubre de 2000     |
| Finlandia     | 13 de octubre de 2000    |
| Noruega       | 20 de octubre de 2000    |
| Suecia        | 20 de octubre de 2000    |
| Francia       | 11 de abril de 2001      |
| Alemania      | 12 de abril de 2001      |
| Suiza         | 12 de abril de 2001      |
| Bélgica       | 27 de junio de 2001      |
| España        | 3 de agosto de 2001      |
| Reino Unido   | 10 de agosto de 2001     |
| Irlanda       | 24 de agosto de 2001     |
| Polonia       | 31 de agosto de 2001     |
| Japón         | 15 de septiembre de 2001 |
| Países Bajos  | 4 de octubre de 2001     |
| Perú          | 10 de enero de 2002      |
| México        | 11 de mayo de 2002       |
| Colombia      | 7 de junio de 2002       |
| Islandia      | 7 de junio de 2002       |
| Italia        | 12 de julio de 2002      |
| Corea del Sur | 26 de julio de 2002      |
| Venezuela     | 31 de julio de 2002      |
| Argentina     | 23 de enero de 2003      |
| Portugal      | 28 de febrero de 2003    |
| Hungría       | 4 de septiembre de 2003  |
| Brasil        | 10 de octubre de 2003    |